# 国府津町
国府津町（こうづまち）は、神奈川県足柄下郡にかつてあった町である。
本項ではその前身の国府津村（こうづむら）から述べる。町域は現在の神奈川県小田原市国府津、田島に相当する。

## 地理
神奈川県の西部、現在の小田原市の東部に位置し、相模湾に面する。
- 河川：森戸川、剣沢川

## 歴史
町名は、この地に相模国府の港があったことに由来する。1887年（明治20年）に東海道本線国府津駅が開業、1888年（明治21年）に小田原、湯本への小田原馬車鉄道が開業すると、国府津駅は東京から箱根方面への乗換駅となった。駅前には割烹旅館や商店が並び、箱根の旅館の中には国府津駅前に案内所を設けるものもあった。
さらに1889年（明治22年）に東海道本線が御殿場経由で全通すると、国府津駅に急勾配を越えるのための増結機関車の機関庫が設置され、国府津駅には増結作業のため優等列車が停車し、交通の要衝として発展することになった。また、海に臨む温暖な国府津は、湘南避暑避寒の地として大隈重信や大鳥圭介、加藤泰秋等、華族や政財界要人が別荘を構えた。徳川慶喜は大鳥別荘を、西園寺公望は加藤別荘に滞在するなどの人的交流もあった。
しかし、1902年（明治35年）の小田原大海嘯、1923年（大正12年）の関東大震災では村内に大きな被害が出た。1934年（昭和9年）には丹那トンネルが開通し、東海道本線が熱海駅経由に変わると、もはや国府津駅での機関車の増結も必要なくなり、国府津の交通の要衝としての地位も低下した。

### 沿革
- 1889年（明治22年）4月1日 - 町村制施行により、国府津村が単独村制施行して足柄下郡国府津村が発足。
  - 同時に田島村が単独村制施行して足柄下郡田島村が成立。
- 1924年（大正13年）4月1日 - 町制を施行して国府津町となる。
- 1948年（昭和23年）4月1日 - 田島村を編入。
- 1954年（昭和29年）12月1日 - 足柄下郡酒匂町、上府中村、下曽我村、片浦村と共に小田原市へ編入される。

## 行政
- 1932年（昭和7年）から4年間と、1940年（昭和15年）11月28日〜1946年（昭和21年）1月23日の2期に、当時の東華軒社長・飯沼相三郎が国府津町長を務めた。

## 教育
- 町立国府津小学校 - 1881年に設置された前川小学校国府津分校が前身。現:小田原市立国府津小学校

## 交通
道路
- 国道1号（旧東海道）

鉄道路線
- 国鉄東海道本線・御殿場線（1934年〜）
  - 国府津駅
- 小田原電気鉄道（1920年まで）
  - 国府津 - 国府津館前 - 江陽銀行 - 親木橋

## 現在の町名
- 住居表示実施地区
  - 国府津一 - 五丁目（大字国府津、大字前川）
  - 小八幡一 - 四丁目（大字国府津）
  - 酒匂一 - 七丁目（大字国府津）
- 住居表示未実施地区
  - 国府津、田島